# Chetryrus notaticollis
Chetryrus notaticollis es una especie de coleóptero de la familia Endomychidae.

## Distribución geográfica
Habita en Dar es Salaam (Tanzania).